# Hyperstrotia procrita
Hyperstrotia procrita là một loài bướm đêm trong họ Noctuidae.